# یواس‌اس استریچ (اس‌پی-۱۲۴۹)
یواس‌اس استریچ (اس‌پی-۱۲۴۹) (به انگلیسی: USS Ostrich (SP-1249)) یک کشتی بود که طول آن ۳۵ فوت (۱۱ متر) بود. این کشتی در سال ۱۹۰۹ ساخته شد.